# 24 uur van Le Mans 1960

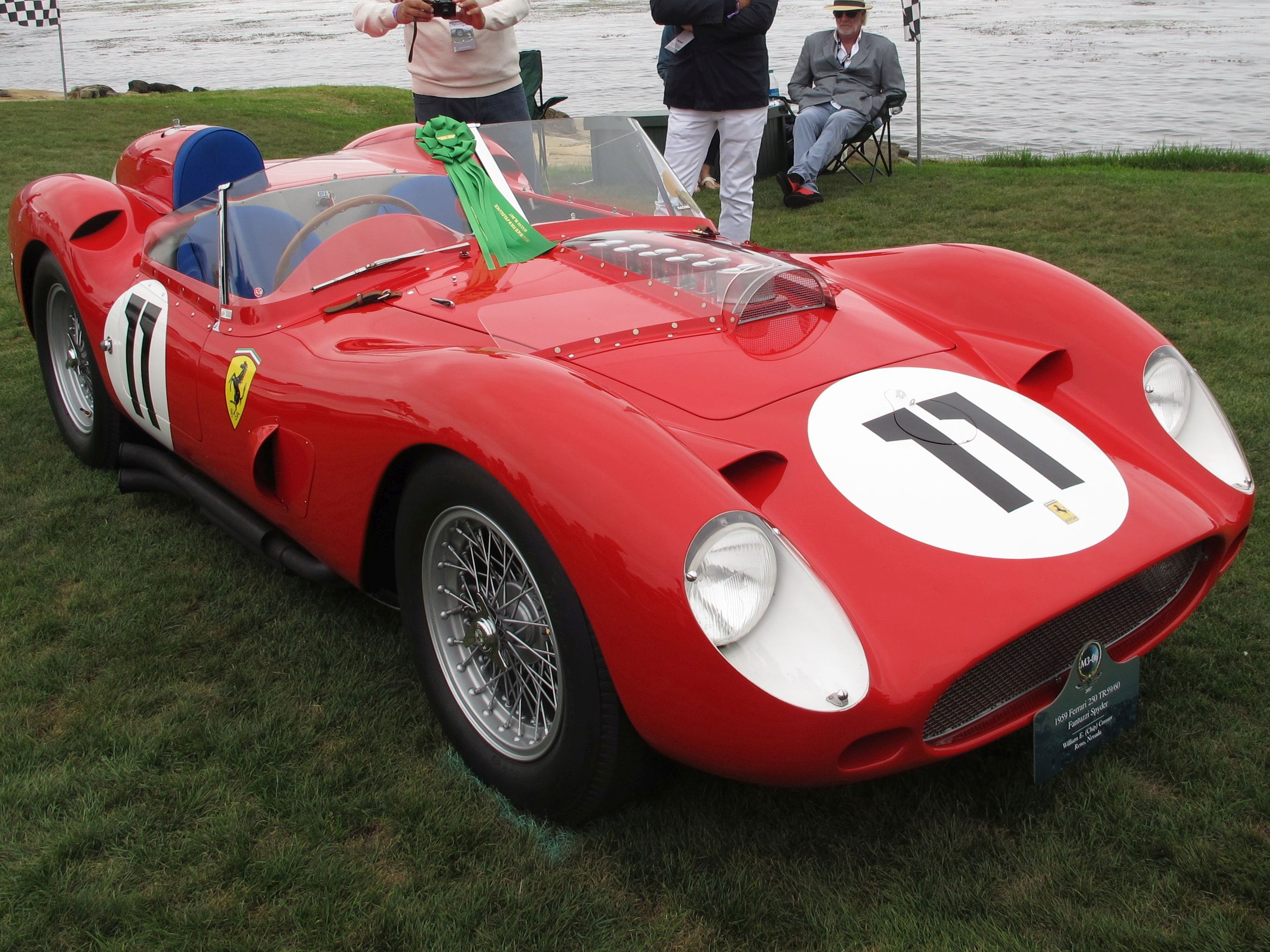
De winnende auto: de Ferrari 250 TR59/60 #11.

De 24 uur van Le Mans 1960 was de 28e editie van deze endurancerace. De race werd verreden op 25 en 26 juni 1960 op het Circuit de la Sarthe nabij Le Mans, Frankrijk.
De race werd gewonnen door de Scuderia Ferrari #11 van Olivier Gendebien en Paul Frère. Gendebien behaalde zijn tweede Le Mans-zege, terwijl Frère zijn eerste overwinning behaalde. De GT3.0-klasse werd gewonnen door de Fernand Tavano #16 van Fernand Tavano en Pierre Dumay. De GT5.0-klasse werd gewonnen door de Briggs Cunningham #3 van John Cooper Fitch en Bob Grossman. De GT1.6-klasse werd gewonnen door de Porsche KG #35 van Herbert Linge en Hans Walter. De S1.6-klasse werd gewonnen door de Porsche KG #39 van Edgar Barth en Wolfgang Seidel. De S2.0-klasse werd gewonnen door de Ted Lund #32 van Ted Lund en Colin Escott. De GT1.3-klasse werd gewonnen door de Roger Masson #44 van Roger Masson en Claude Laurent. De S850-klasse werd gewonnen door de Automobiles Deutsch et Bonnet #48 van Gérard Laureau en Paul Armagnac. De S1.0-klasse werd gewonnen door de Donald Healey Motor Company #46 van John Dalton en John Colgate.

## Race
Winnaars in hun klasse zijn vetgedrukt. Auto's die minder dan 80% van de zogeheten "Index of Performance"-afstand van die inschrijving hadden afgelegd werden niet geklasseerd.
| Pos. | Klasse | No. | Team                          | Coureurs                               | Chassis                            | Motor                         | Ronden |
| ---- | ------ | --- | ----------------------------- | -------------------------------------- | ---------------------------------- | ----------------------------- | ------ |
| 1    | S3.0   | 11  | Scuderia Ferrari              | Olivier Gendebien Paul Frère           | Ferrari 250 TR59/60                | Ferrari 3.0L V12              | 314    |
| 2    | S3.0   | 17  | North American Racing Team    | André Pilette Ricardo Rodríguez        | Ferrari 250 TR59                   | Ferrari 3.0L V12              | 310    |
| 3    | S3.0   | 7   | Border Reivers                | Roy Salvadori Jim Clark                | Aston Martin DBR1/300              | Aston Martin 3.0L S6          | 306    |
| 4    | GT3.0  | 16  | Fernand Tavano                | Fernand Tavano Pierre Dumay            | Ferrari 250 GT SWB                 | Ferrari 3.0L V12              | 302    |
| 5    | GT3.0  | 18  | North American Racing Team    | George Arents Alan Connell jr.         | Ferrari 250 GT SWB                 | Ferrari 3.0L V12              | 300    |
| 6    | GT3.0  | 22  | Ecurie Francorchamps          | Leon Dernier Pierre Noblet             | Ferrari 250 GT SWB                 | Ferrari 3.0L V12              | 300    |
| 7    | GT3.0  | 19  | North American Racing Team    | Ed Hugus Augie Pabst                   | Ferrari 250 GT SWB                 | Ferrari 3.0L V12              | 299    |
| 8    | GT5.0  | 3   | Briggs Cunningham             | John Cooper Fitch Bob Grossman         | Chevrolet Corvette C1 Coupé        | Chevrolet 4.6L V8             | 281    |
| 9    | S3.0   | 8   | Ian Baillie                   | Ian Baillie Jack Fairman               | Aston Martin DBR1/300              | Aston Martin 3.0L S6          | 281    |
| NC   | GT5.0  | 4   | Camoradi USA                  | Fred Gamble Leon Lilley                | Chevrolet Corvette C1 Coupé        | Chevrolet 4.6L V8             | 275    |
| 10   | GT1.6  | 35  | Porsche KG                    | Herbert Linge Hans Walter              | Porsche 356 B Carrera GTL Abarth   | Porsche 1588cc F4             | 269    |
| 11   | S1.6   | 39  | Porsche KG                    | Edgar Barth Wolfgang Seidel            | Porsche 718 RS60/4                 | Porsche 1498cc F4             | 264    |
| 12   | S2.0   | 32  | Ted Lund                      | Ted Lund Colin Escott                  | MG MGA Twin Cam Coupé              | BMC 1762cc S4                 | 262    |
| 13   | GT1.3  | 44  | Roger Masson                  | Roger Masson Claude Laurent            | Lotus Elite                        | Coventry Climax FWE 1216cc S4 | 261    |
| 14   | GT1.3  | 41  | Team Lotus Engineering        | John Wagstaff Tony Marsh               | Lotus Elite                        | Coventry Climax FWE 1216cc S4 | 257    |
| NC   | S2.0   | 28  | Standard Triumph Ltd          | Keith Ballisat Marcel Becquart         | Triumph TRS                        | Triumph 1985cc S4             | 256    |
| 15   | S850   | 48  | Automobiles Deutsch et Bonnet | Gérard Laureau Paul Armagnac           | DB HBR-4 LM                        | Panhard 702cc supercharged F2 | 253    |
| NC   | S2.0   | 59  | Standard Triumph Ltd          | Les Leston Mike Rothschild             | Triumph TRS                        | Triumph 1985cc S4             | 252    |
| NC   | S2.0   | 29  | Standard Triumph Ltd          | Ninian Sanderson Peter Bolton          | Triumph TRS                        | Triumph 1985cc S4             | 249    |
| 16   | S1.0   | 46  | Donald Healey Motor Company   | John Dalton John Colgate               | Austin-Healey Sprite Spyder        | BMC 571cc S4                  | 246    |
| 17   | S1.0   | 47  | Automobiles Deutsch et Bonnet | Pierre Lelong Maurice van der Bruwaene | DB HBR-5                           | Panhard 851cc F2              | 244    |
| NC   | GT2.0  | 30  | Ecurie Lausannoise            | André Wicky Georges Gachnang           | AC Ace Coupé                       | Bristol 1971cc S6             | 239    |
| 18   | S850   | 54  | Ed Hugus                      | John Bentley John Gordon               | OSCA Nuevo Sport 750               | OSCA 746cc S4                 | 237    |
| 19   | S1.0   | 56  | Automobiles Deutsch et Bonnet | Robert Bourharde Jean-François Jaeger  | DB HBR-4 Coupé                     | Panhard 851cc F2              | 228    |
| 20   | S1.0   | 52  | Automobiles Deutsch et Bonnet | René Bartholoni Bernard de Saint-Auban | DB HBR-4 Super Rallye              | Panhard 851cc F2              | 223    |
| DNF  | GT3.0  | 15  | Graham Whitehead              | Graham Whitehead Henry Taylor          | Ferrari 250 GT SWB                 | Ferrari 3.0L V12              | 258    |
| DNF  | GT3.0  | 20  | North American Racing Team    | Jo Schlesser Bill Sturgis              | Ferrari 250 GT California          | Ferrari 3.0L V12              | 253    |
| DNF  | GT5.0  | 2   | Briggs Cunningham             | Dick Thompson Fred Windridge           | Chevrolet Corvette C1 Coupé        | Chevrolet 4.6L V8             | 207    |
| DNF  | S3.0   | 10  | Scuderia Ferrari              | Richie Ginther Willy Mairesse          | Ferrari 250 TRI/60                 | Ferrari 3.0L V12              | 204    |
| DNF  | S2.0   | 33  | Porsche KG                    | Jo Bonnier Graham Hill                 | Porsche 718 RS60/4                 | Porsche 1606cc F4             | 191    |
| DNF  | S1.6   | 38  | Carel Godin de Beaufort       | Carel Godin de Beaufort Richard Stoop  | Porsche 718 RS60/4                 | Porsche 1587cc F4             | 180    |
| DNF  | S850   | 50  | Abarth & Cie                  | Jean Guichet Paul Condrillier          | Abarth 850S                        | Fiat 847cc S4                 | 174    |
| DNF  | GT1.3  | 43  | Gawaine Baillie               | Gawaine Baillie Mike Parkes            | Lotus Elite                        | Coventry Climax FWE 1216cc S4 | 169    |
| DNF  | S3.0   | 5   | Ecurie Ecosse                 | Ron Flockhart Bruce Halford            | Jaguar D-Type                      | Jaguar 3.0L S6                | 168    |
| DNF  | GT1.3  | 42  | Team Lotus Engineering        | David Buxton Bill Allen                | Lotus Elite                        | Coventry Climax FWE 1216cc S4 | 157    |
| DNF  | S1.15  | 45  | Lola Ltd.                     | Charles Vögele Peter Ashdown           | Lola Mk. 1                         | Coventry Climax FWA 1098cc S4 | 148    |
| DNF  | GT2.0  | 57  | Jean Rambaud                  | Jean Rambaud Pierre Boutin             | AC Ace                             | Bristol 1971cc S6             | 130    |
| DNF  | S850   | 55  | Automobili Stanguellini       | Raymond Quilico Carlos Manuel Reis     | Stanguellini Sport                 | Fiat 741cc S4                 | 103    |
| DNF  | S1.15  | 40  | Squadra Virgilio Conrero      | Bernard Costen Francesco de Leonibus   | Conrero-Alfa Romeo 1150 Sport      | Alfa Romeo 1147cc S4          | 96     |
| DNF  | S3.0   | 25  | Camoradi USA                  | Lloyd Casner Jim Jeffords              | Maserati Tipo 61                   | Maserati 2.9L S4              | 95     |
| DNF  | S1.6   | 36  | Jean Kerguen                  | Jean Kerguen Robert La Caze            | Porsche 718 RS60/4                 | Porsche 1587cc F4             | 92     |
| DNF  | GT3.0  | 23  | Jack Sears                    | Jack Sears Peter Riley                 | Austin-Healey 3000                 | BMC 2.9L S6                   | 89     |
| DNF  | S3.0   | 6   | Briggs Cunningham             | Dan Gurney Walt Hansgen                | Jaguar E2A                         | Jaguar 3.0L S6                | 89     |
| DNF  | S850   | 49  | Abarth & Cie                  | Jacques Féret Tony Spychiger           | Abarth 850S                        | Fiat 847cc S4                 | 86     |
| DNF  | S3.0   | 24  | Camoradi USA                  | Masten Gregory Chuck Daigh             | Maserati Tipo 60/61                | Maserati 2.9L S4              | 82     |
| DNF  | S850   | 53  | Automobili OSCA               | André Simon Jean Laroche               | OSCA Nuevo Sport 750               | OSCA 746cc S4                 | 66     |
| DNF  | GT1.3  | 63  | Giorgio Ubezzi                | Giorgio Ubezzi José Rosinski           | Alfa Romeo Giulietta Sprint Zagato | Alfa Romeo 1290cc S4          | 66     |
| DNF  | S2.0   | 34  | Porsche KG                    | Hans Herrmann Maurice Trintignant      | Porsche 718 RS60/4                 | Porsche 1606cc F4             | 57     |
| DNF  | GT5.0  | 1   | Briggs Cunningham             | Briggs Cunningham Bill Kimberley       | Chevrolet Corvette C1 Coupé        | Chevrolet 4.6L V8             | 32     |
| DNF  | S850   | 60  | Abarth & Cie                  | Giancarlo Rigamonti Remo Cattini       | Abarth 700S                        | Fiat 705cc S4                 | 31     |
| DNF  | S850   | 51  | Automobiles Deutsch et Bonnet | Jean-Claude Vidilles Jean Vinatier     | DB HBR-4                           | Panhard 702cc F2              | 30     |
| DNF  | GT3.0  | 21  | Equipe Nationale Belge        | Jean Blaton Lucien Bianchi             | Ferrari 250 GT SWB                 | Ferrari 3.0L V12              | 29     |
| DNF  | S3.0   | 26  | Camoradi USA                  | Gino Munaron Giorgio Scarlatti         | Maserati Tipo 61                   | Maserati 2.9L S4              | 22     |
| DNF  | S3.0   | 12  | Scuderia Ferrari              | Ludovico Scarfiotti Pedro Rodríguez    | Ferrari 250 TRI/60                 | Ferrari 3.0L V12              | 22     |
| DNF  | S3.0   | 9   | Scuderia Ferrari              | Phil Hill Wolfgang von Trips           | Ferrari 250 TR59/60                | Ferrari 3.0L V12              | 22     |
| DNS  | GT3.0  | 14  | Scuderia Serenissima          | Fritz d'Orey Carlo Abate               | Ferrari 250 GT SWB                 | Ferrari 3.0L V12              | 0      |
| DNS  | GT1.3  | 62  | Team Lotus Engineering        | Jonathon Sieff Chris Martin            | Lotus Elite                        | Coventry Climax FWE 1216cc S4 | 0      |
| DNS  | S2.0   | 31  | Team Lotus Engineering        | Innes Ireland John Whitmore            | Lotus Elite                        | Coventry Climax FPF 1964cc S4 | 0      |
| DNA  | S2.0   | 58  | Christian Goethals            | Christian Goethals André Pilette       | Porsche 356 GS                     | Porsche 1588cc F4             | 0      |
| DNA  | S750   | 61  | Automobili Stanguellini       | Paul Guiraud Gilbert Foury             | Stanguellini 750 Sport             | Fiat 741cc S4                 | 0      |
| DNA  | S850   | 64  | Automobiles Deutsch et Bonnet | Paul Justamond Gérard Laureau          | DB HBR-5                           | Panhard 851cc F2              | 0      |
| DNA  | S850   | 65  | Société E.F.A.C.              |                                        | Stanguellini EFAC 750 Sport        | Fiat 701cc S4                 | 0      |

1923 · 1924 · 1925 · 1926 · 1927 · 1928 · 1929 · 1930 · 1931 · 1932 · 1933 · 1934 · 1935 · 1936 · 1937 · 1938 · 1939 · 1940 - 1948 · 1949 · 1950 · 1951 · 1952 · 1953 · 1954 · 1955 (Ramp) · 1956 · 1957 · 1958 · 1959 · 1960 · 1961 · 1962 · 1963 · 1964 · 1965 · 1966 · 1967 · 1968 · 1969 · 1970 · 1971 · 1972 · 1973 · 1974 · 1975 · 1976 · 1977 · 1978 · 1979 · 1980 · 1981 · 1982 · 1983 · 1984 · 1985 · 1986 · 1987 · 1988 · 1989 · 1990 · 1991 · 1992 · 1993 · 1994 · 1995 · 1996 · 1997 · 1998 · 1999 · 2000 · 2001 · 2002 · 2003 · 2004 · 2005 · 2006 · 2007 · 2008 · 2009 · 2010 · 2011 · 2012 · 2013 · 2014 · 2015 · 2016 · 2017 · 2018 · 2019 · 2020 · 2021 · 2022 · 2023 · 2024